# Bitwa pod Baçente
Bitwa pod Baçente miała miejsce 2 lutego 1542 r. w trakcie wojny z Sułtanatem Adal. 
W roku 1541 doszło do portugalskiej ekspedycji militarnej do Etiopii. Siły portugalskie dowodzone przez Cristovão da Gama wsparły chrześcijańskiego władcę etiopskiego Negusa Klaudiusza (Gelawdewosa) zaatakowanego przez muzułmańską armię z Sułtanatu Adal. Siły da Gamy liczyły 400 muszkieterów wyposażonych w moździerze, 130 niewolników, 1000 arkebuzerów oraz pikinierów. Według relacji sporządzonej przez towarzyszącemu armii Miguela de Castanhoso Portugalczycy skierowali się ku wzniesieniu, gdzie znajdował się obóz muzułmański i skąd przeprowadzano najazdy na okolicę. 
Miejscowa królowa Sabla Wengel radziła da Gamie aby ten zaczekał na przybycie sił jej syna Klaudiusza i wstrzymał się z atakiem na wzgórze. Da Gama uznał jednak, że decyzja taka mogłaby zostać przyjęta jako słabość Portugalczyków i nie był zwolennikiem ataku przeprowadzonego przez miejscową szlachtę. Pierwszy wstępny atak na umocnienia muzułmańskie pozwolił oszacować znajdujące się w obozie siły przeciwnika. Następnego dnia da Gama zarządził decydujący atak z trzech stron. Szturm zakończył się pełnym sukcesem. Portugalczycy utracili zaledwie 8 ludzi, natomiast po stronie nieprzyjaciela zginęli wszyscy obrońcy twierdzy. Pobliski meczet, który wcześniej był kościołem przebudowany przez Imama Ahmada ibn Ibrahima al-Ghaziego przemianowano na Kościół Matki Boskiej Zwycięskiej. Kilka dni po bitwie odprawiono tu pierwszą od lat mszę świętą.